# St. Michaelis (Lüneburg)

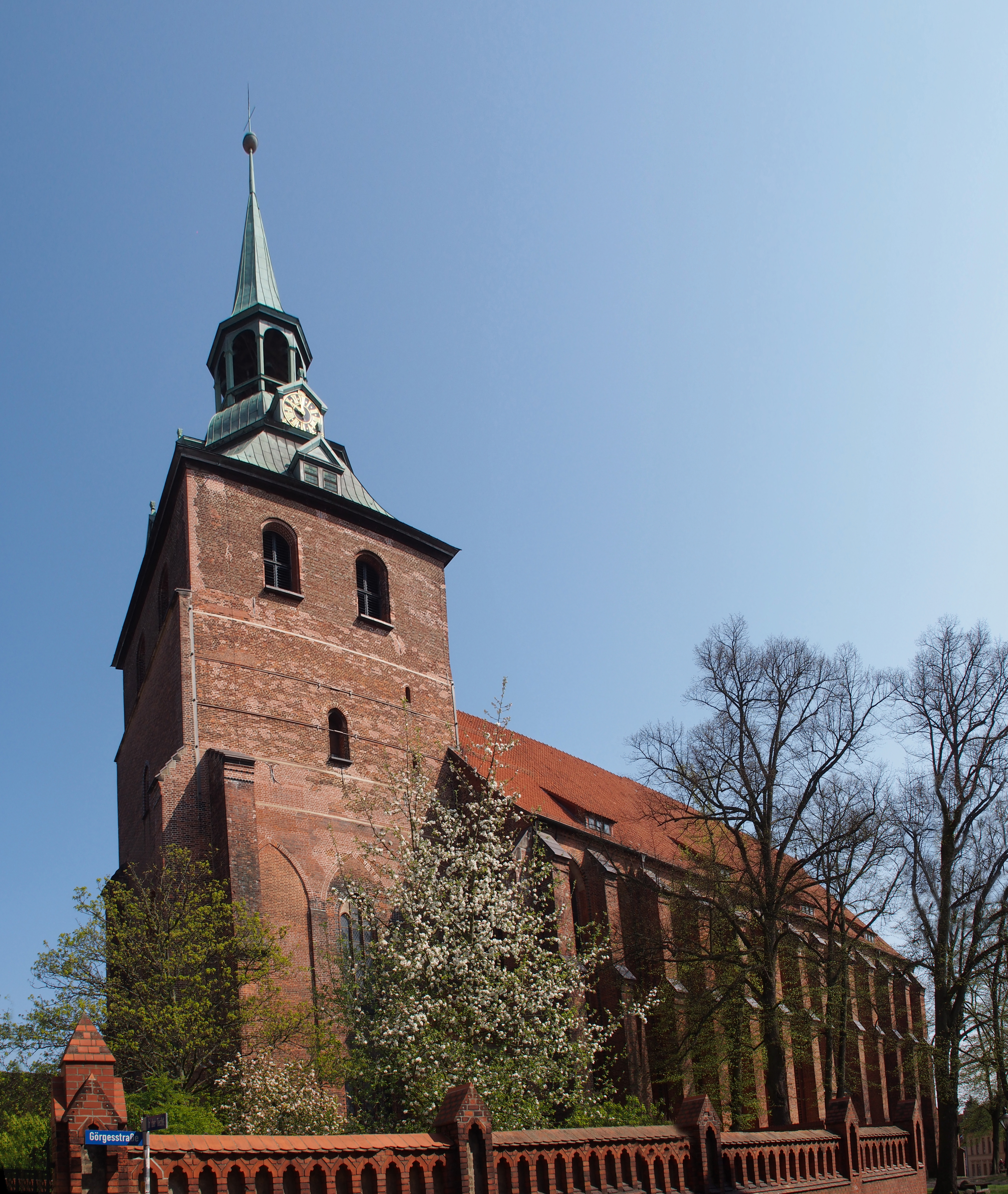
St. Michaelis

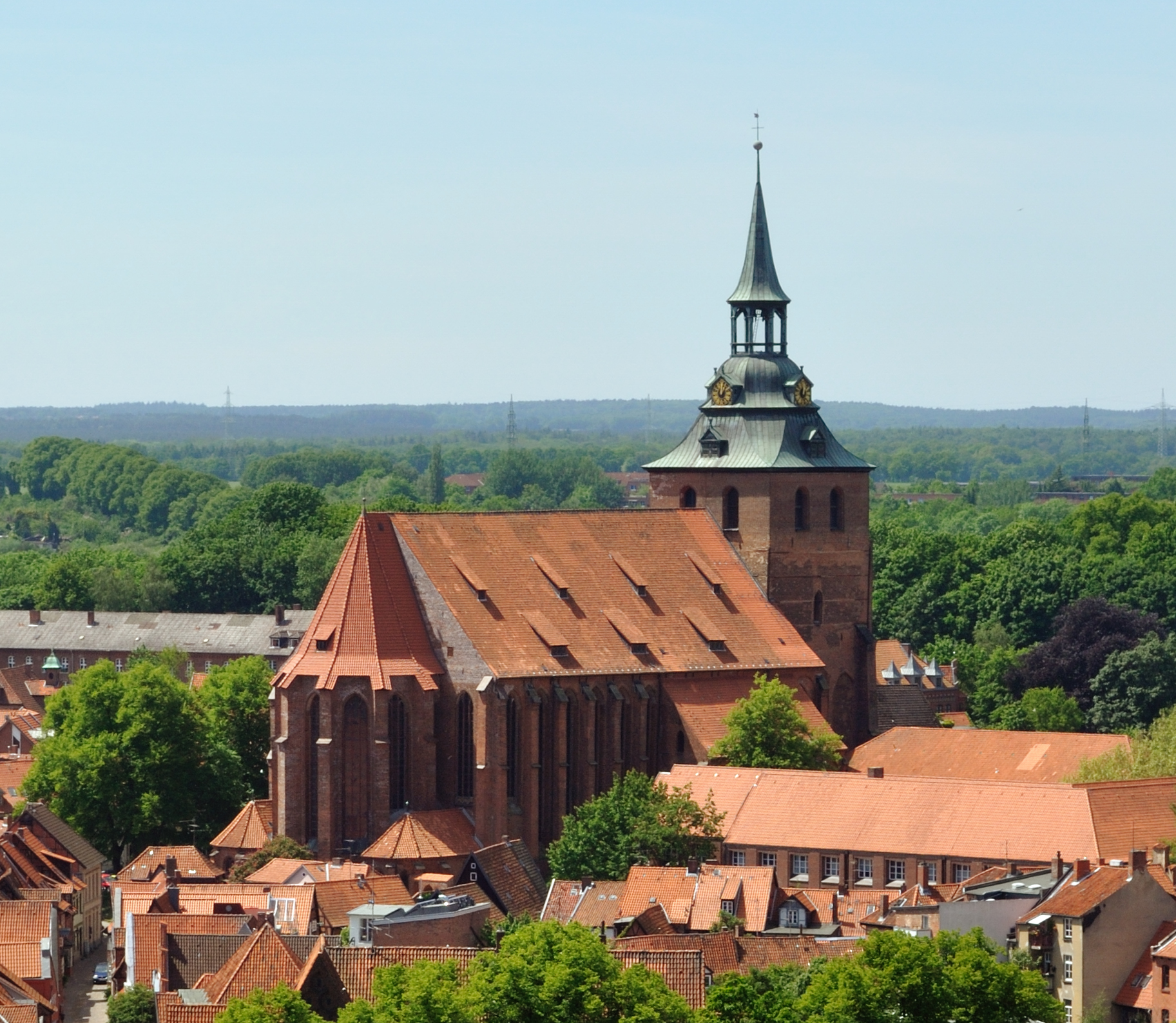
St. Michaelis (Blick aus Nordost)

St. Michaelis ist eine der drei Hauptkirchen der Hansestadt Lüneburg. Die Klosterkirche des ehemaligen Benediktinerklosters St. Michael stammt aus dem 14. Jahrhundert und wird auch durch den Abschluss Johann Sebastian Bachs an der dortigen Michaelisschule „Bachkirche St. Michaelis“ genannt.

## Geschichte

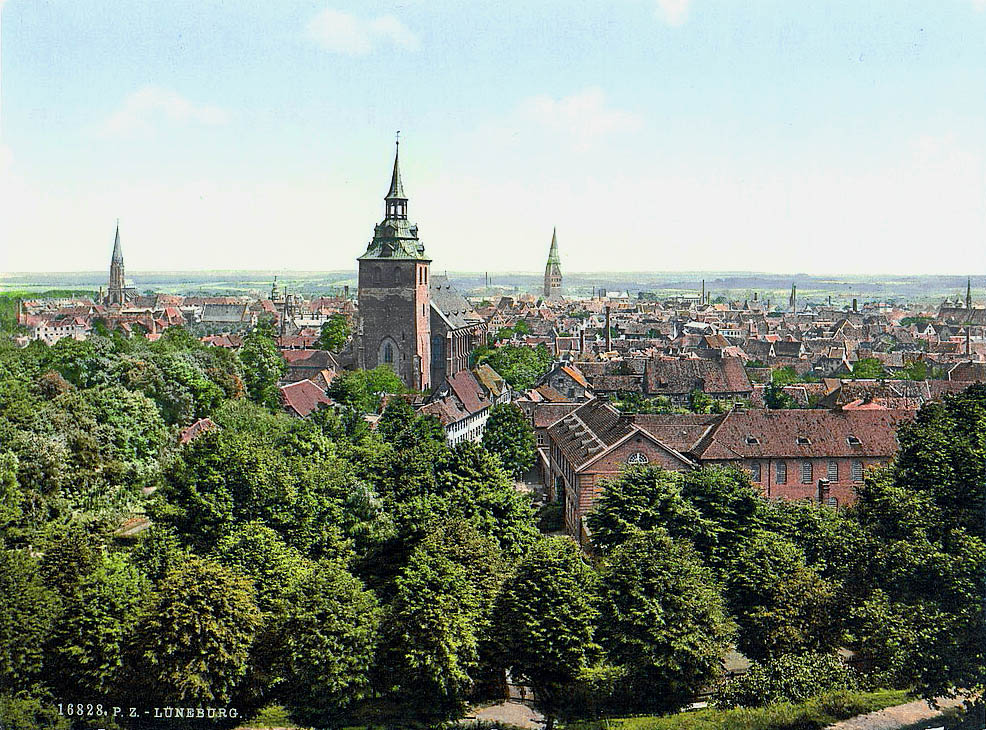
St. Michaelis um 1895 (Vordergrund)

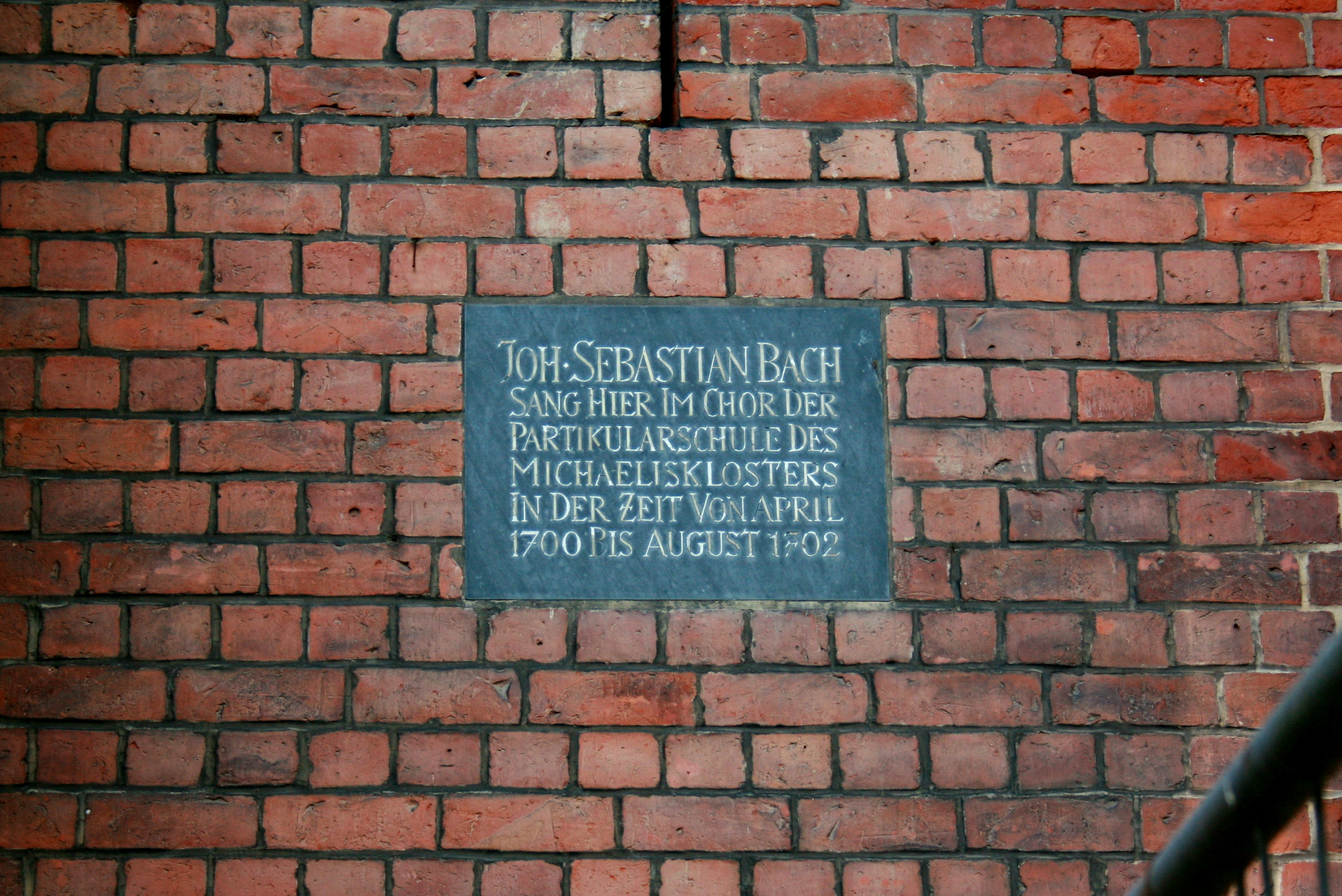
Gedenktafel für Johann Sebastian Bach

Die älteste Urkunde, die von der Kirche und dem Kloster St. Michaelis in Lüneburg zeugt, stellt zugleich den ältesten Beleg für die Existenz der Stadt dar: Otto I. (der Große) gesteht im Jahre 956 dem Michaeliskloster die Zolleinnahmen aus den Verkäufen der Saline zu. Das Salzvorkommen bildete schon damals den Reichtum der Stadt. Das Michaeliskloster stand in der Burg der Billunger auf dem Lüneburger Kalkberg, der einzigen größeren Erhebung der Umgebung. Es war das Hauskloster der Billunger, und die Kirche wurde für die fürstlichen Begräbnisse genutzt. Im späten 10. Jahrhundert übernahm der Konvent die Benediktinerregel. Das „weiße Gold“ sorgte aber auch für ein steigendes Selbstbewusstsein der Stadtherren im Konflikt mit dem Landesherrn. Die Konkurrenz nahm bis zum Jahr 1371 zu: Die Städter stürmten die Burg und zerstörten sie. Das Kloster St. Michaelis wurde auf dem Kalkberg aufgelöst und in unmittelbarer Nähe, allerdings nun innerhalb der Stadtmauern, neu aufgebaut.
Das Kloster wurde anlässlich der Reformation nicht aufgehoben und bestand als einziges Männerkloster im Fürstentum Lüneburg weiter. Zunächst wirkten am Kloster ab 1528 neben den Benediktinern auch evangelische Prediger, die der letzte katholische Abt Boldewin von Marenholtz einstellen musste. Ab 1532 war das Kloster schließlich ganz evangelisch. Der evangelische Konvent wurde 1655 aufgelöst, das Kloster und die dazugehörenden Schulen, die Ritterakademie und die bürgerliche Michaelisschule wurden allerdings erst zum 1. Oktober 1850 aufgehoben. Bis dahin blieb auch der Titel eines Abtes von St. Michael bzw. Herr vom Hause St. Michael bestehen, den seit 1673 die Landschaftsdirektoren der Lüneburgischen Landschaft trugen. Das Klostervermögen mit der Kirche fiel bei der Aufhebung 1850 dem Allgemeinen Hannoverschen Klosterfonds zu, den die Klosterkammer Hannover verwaltet. Während die meisten Klostergebäude an weltliche Institutionen abgetreten wurden, blieb die Kirche im Besitz der Klosterkammer. Sie bestreitet aus ihrem Vermögen den Unterhalt der Kirche.

## Baugeschichte
Die Grundsteinlegung für die heutige Kirche geschah im Jahr 1376. 1379 war die Unterkirche fertig. Als Baumeister wurde Heinrich von Bremen genannt, der nach 1381 an der Nikolaikirche (Wismar) wirkte. Die Hauptkirche mit der ursprünglich nicht geplanten Abtskapelle wurde 1412 vollendet. An dem Turm wurde bis 1434 gebaut. Ein Problem des Baus war offenbar schon von Anfang an die Statik: Die Kirche steht auf der Abbruchkante eines Salzstocks, und dadurch sind die mächtigen Rundpfeiler bis zu 70 cm aus dem Lot geraten.

## Gebäude

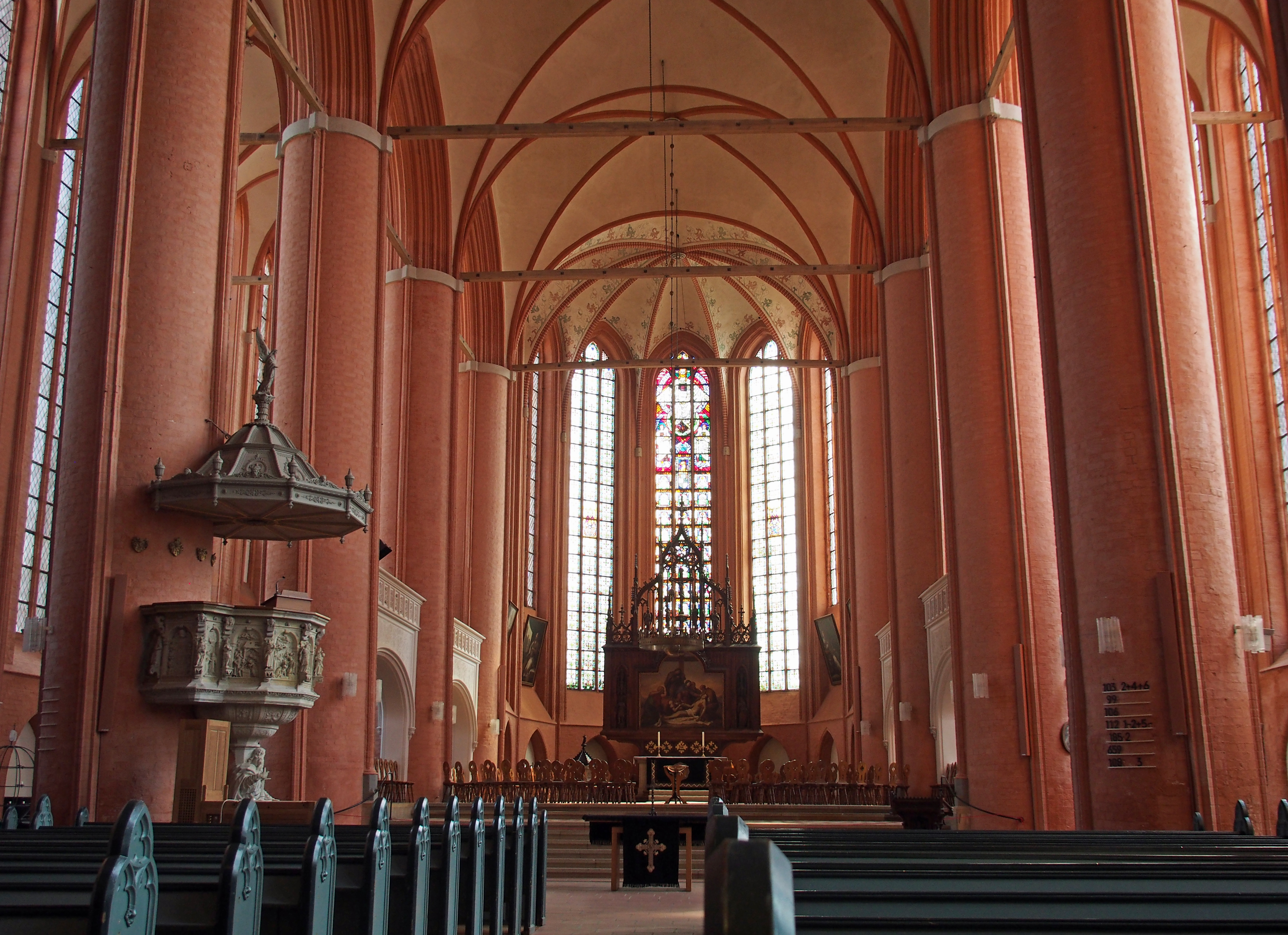
Mittelschiff und Klappaltar

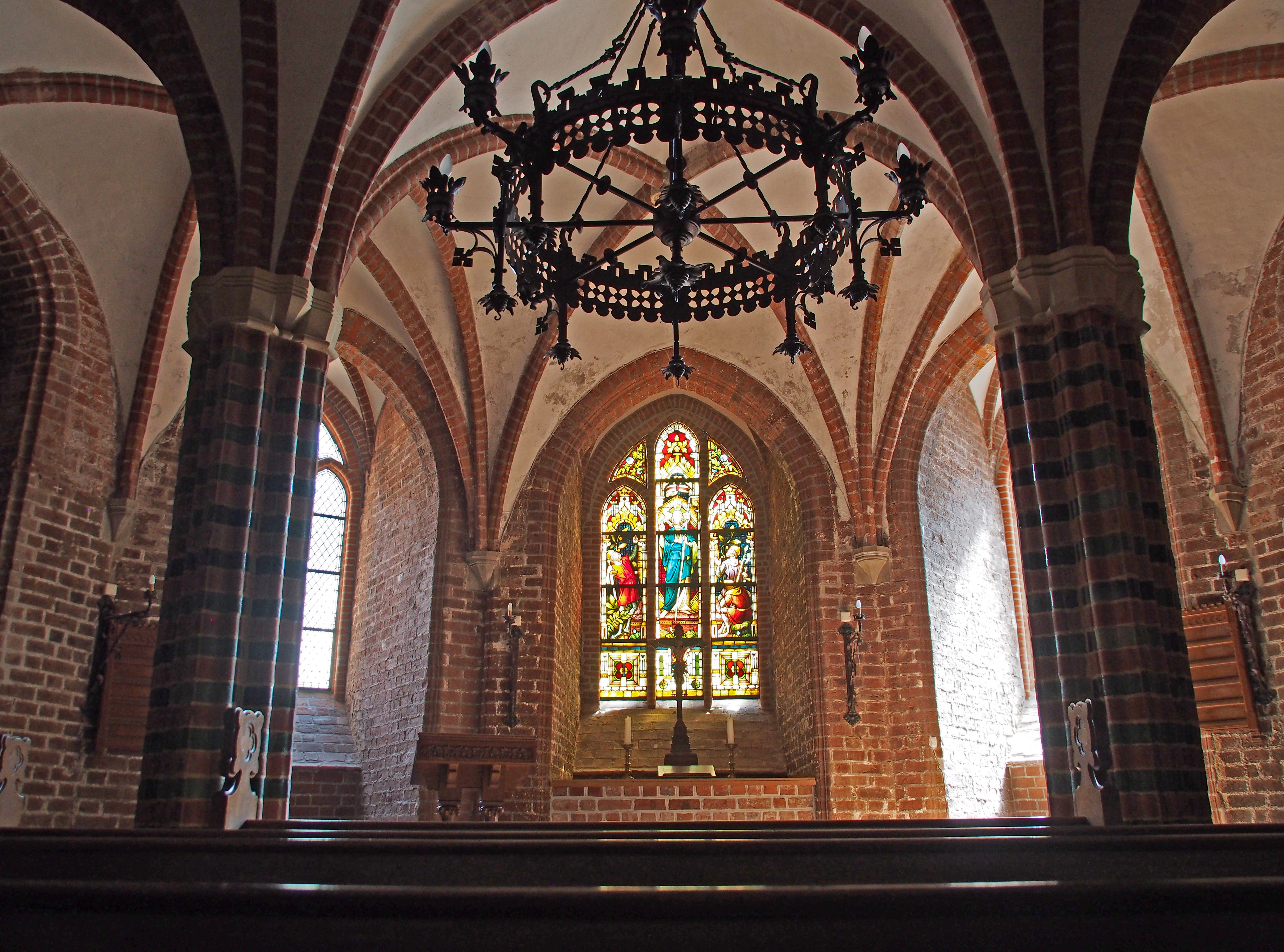
Die Unterkirche

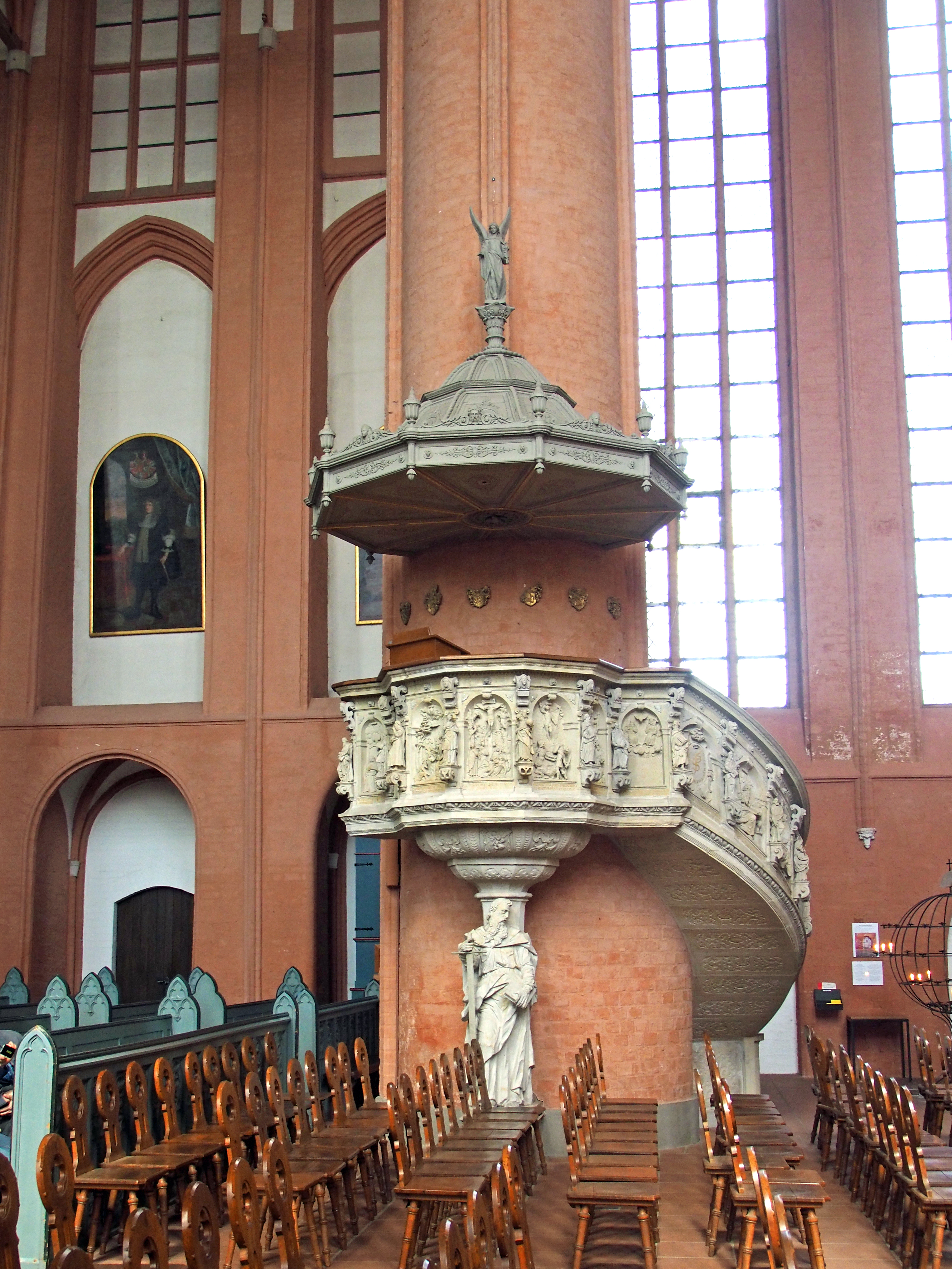
Kanzel

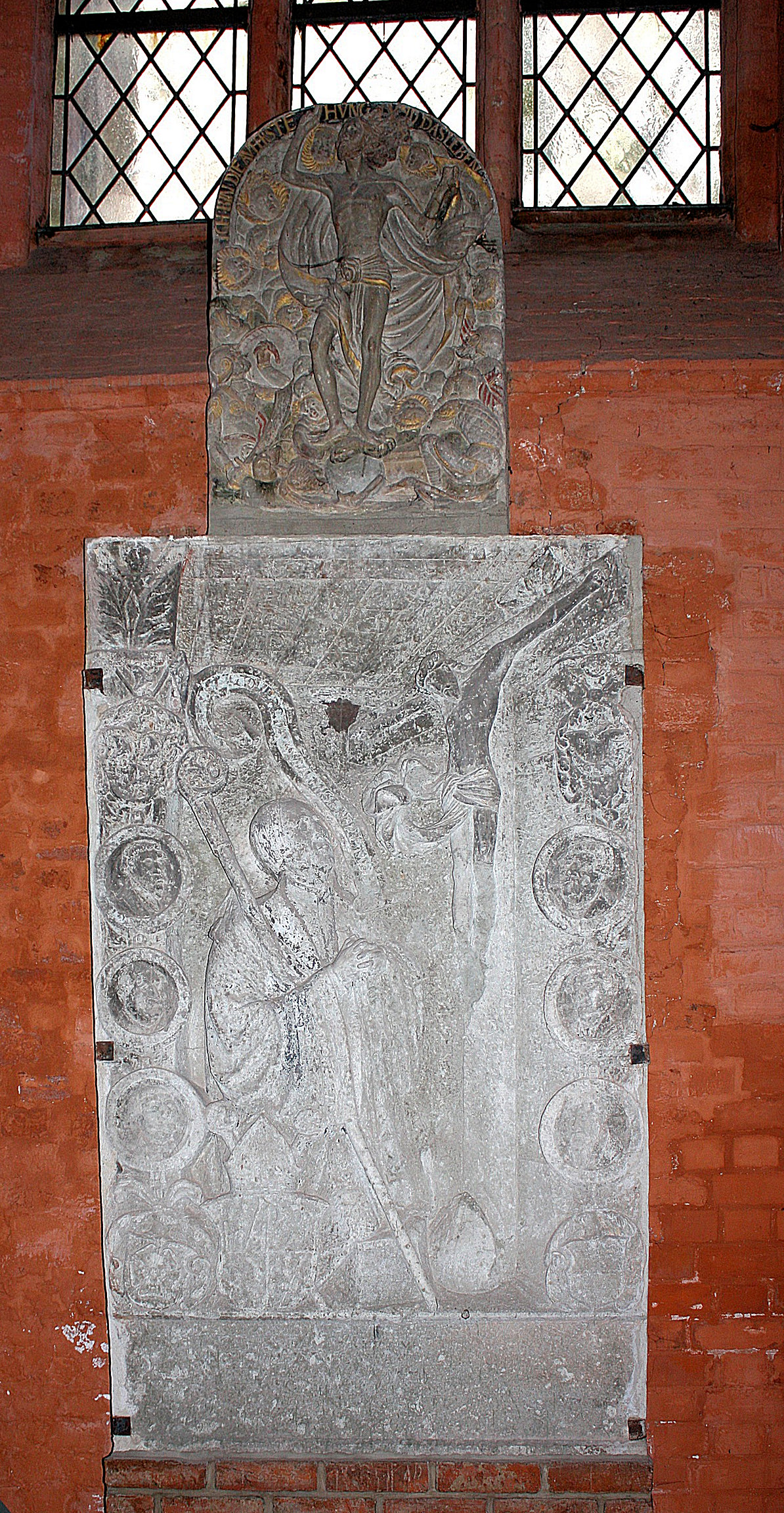
Epitaph des Abts von St. Michaelis Herbord von Holle

Bei der Kirche handelt es sich um eine Hallenkirche aus Backsteinen. Sie besitzt sechs Joche und einen 5/10 Chorschluss mit Halbjoch und ist 52,58 Meter lang. Die Kirche ist 26,29 Meter breit, die größte Innenhöhe beträgt 20,45 Meter. Die Hanglage erforderte im Osten starke Substruktionsbauten, welche in Form einer Unterkirche ausgeführt sind. Im Westen schließt der 79,00 Meter hohe Kirchturm an das Bauwerk.
Die beidseitig neben dem Chor angeordneten Chorkapellen hatten früher einen zum Schiff abgesenkten Boden und waren nur vom Hochchor aus zugänglich. Beide Kapellen besitzen zwei Joche und einen fünfseitig geschlossenen gewölbten Chorabschluss. In der nördlichen Kapelle ist der Fußboden noch abgesenkt. Hier befindet sich auch noch der ursprüngliche Bodenbelag, der abwechselnd aus glasierten und unglasierten Fliesen besteht. Der Fußboden der südlichen Seitenkapelle wurde nachträglich auf das Niveau des Kirchenschiffes gebracht. Der erhöhte Chorbereich erstreckte sich bis zum Umbau im 19. Jahrhundert bis zum dritten Joch des Kirchenschiffs. Die an der Nordseite angebaute Abtskapelle war ursprünglich zum Kirchenschiff hin geöffnet. Sie ist zweigeschossig ausgeführt, wobei der Fußboden der unteren Ebene gegenüber dem des Kirchenschiffes abgesenkt ist.
Unter dem Chor befindet sich die Unterkapelle mit zwei Seitenkapellen.

## Ausstattung

### Kunstwerke in der Kirche
In der Turmhalle, an der Nordseite gegenüber dem Eingang, hängt ein Kruzifix. Der Korpus entstand im späten 15. Jahrhundert für den Lettner, das Kreuz wird ins 17. Jahrhundert datiert.
Im Nordschiff befinden sich ein Bronzebecken von 1487 sowie ein Vesperbild und zwei Tafelbilder aus dem späten 15. Jahrhundert.
Das Epitaph für den Abt Herbord von Holle († 1555), seines Zeichens der erste evangelische Abt, wird Jürgen Spinnrad zugeschrieben. Es befindet sich an der südlichen Wand des westlichen Kirchenschiffs.
Die Kanzel, die der Bildhauer Daniel Schwencke aus Pirna aus Elbsandstein schuf, stammt aus dem Jahr 1602 und der Orgelprospekt von Matthias Dropa aus dem Jahr 1708.
Die vier in den Chorpolygonen hängenden Ölgemälde der vier Evangelisten wurden 1793 aufgehängt. Sie gelten als Werke des Martin de la Belle (1744–1800), der zu dieser Zeit Zeichenlehrer an der Ritterakademie war.
Im Hochchor stehen das neugotische Altarretabel mit einer Kopie der Beweinung Christi nach Julius Wilhelm Rotermund und ein Taufbecken aus Sandstein von 1872.

### Abgegangene, erhaltene Kunstwerke
Die Ausstattung war einst bedeutend. Das wichtigste Stück bildete der Hochaltar: Ein Antemensale aus dem 11. Jahrhundert wurde nach dem Neubau der Kirche durch den Meister der Goldenen Tafel zusammen um einen Reliquienschrein zu einem bedeutender Klappaltar erweitert, der insgesamt als die Goldene Tafel berühmt wurde. Das Retabel vom Anfang des 15. Jahrhunderts stammt möglicherweise aus der gleichen Werkstatt wie zwei Lübecker Hochaltäre der gleichen Zeit, die mit dem Notnamen Meister des (ehem.) Hochaltars der Marienkirche in Lübeck bezeichnet wird. Das umfunktionierte Antemensale wurde im Jahr 1698 von einer Räuberbande um Nikol List gestohlen und eingeschmolzen, die Reliquien und der Klappaltar wurden im Jahr 1796 bei einem umfassenden Umbau des Kircheninneren verkauft und bilden heute die Prunkstücke zweier Museen in Hannover: Die bemalten Außenflügel befinden sich im niedersächsischen Landesmuseum.
Vom ehemaligen Benediktzyklus, der vermutlich über 40 Tafeln umfasste, sind die letzten beiden bekannten Tafeln in der Niedersächsischen Landesgalerie aufbewahrt. Der Zyklus wurde um 1495 angefertigt.
Das Denkmal der Fürstengruft, wie es heute genannt wird, war als Monument in Form eines Nischensarkophags zur Abdeckung der im westlichen Teil des Kirchenschiffs befindlichen Fürstengruft angefertigt worden. In der Fürstengruft liegen die sterblichen Überreste der Billunger von Hermann († 973) bis Magnus († 1106) sowie der Welfenfürsten von Heinrich  († 1167; Sohn von Heinrich dem Löwen und dessen ersten Frau Clementia von Zähringen), Wilhelm und Helena, die Eltern von Otto I., bis Otto V. († 1471). Der Nischensarkophag wurde 1432 erstellt und zeigt auf den beiden Stirnseiten Wappen und auf den Seitenseiten je sieben Figuren. Die Wappen stellen in verkürzter Form die Stammreihe der welfischen Fürsten und Ehefrauen dar. Die Figuren sind Gruppen von je drei Personen, die sich um den Kirchenpatron Erzengel Michael bzw. Maria gruppieren. Ursprünglich waren auf der Oberseite die beiden aus der Kalkbergkirche geretteten Messing-Grabplatten eingefügt. Diese wurden 1830 entfernt und sind heute durch Rekonstruktionen ersetzt. Das Kunstwerk wird dem Lüneburger Bildhauer Hans Snitger d. J. zugeschrieben. Üblicherweise liegt es im Museum für das Fürstentum Lüneburg. Wegen dessen Renovierung befand es sich vorübergehend wieder in der Kirche.

### Orgeln

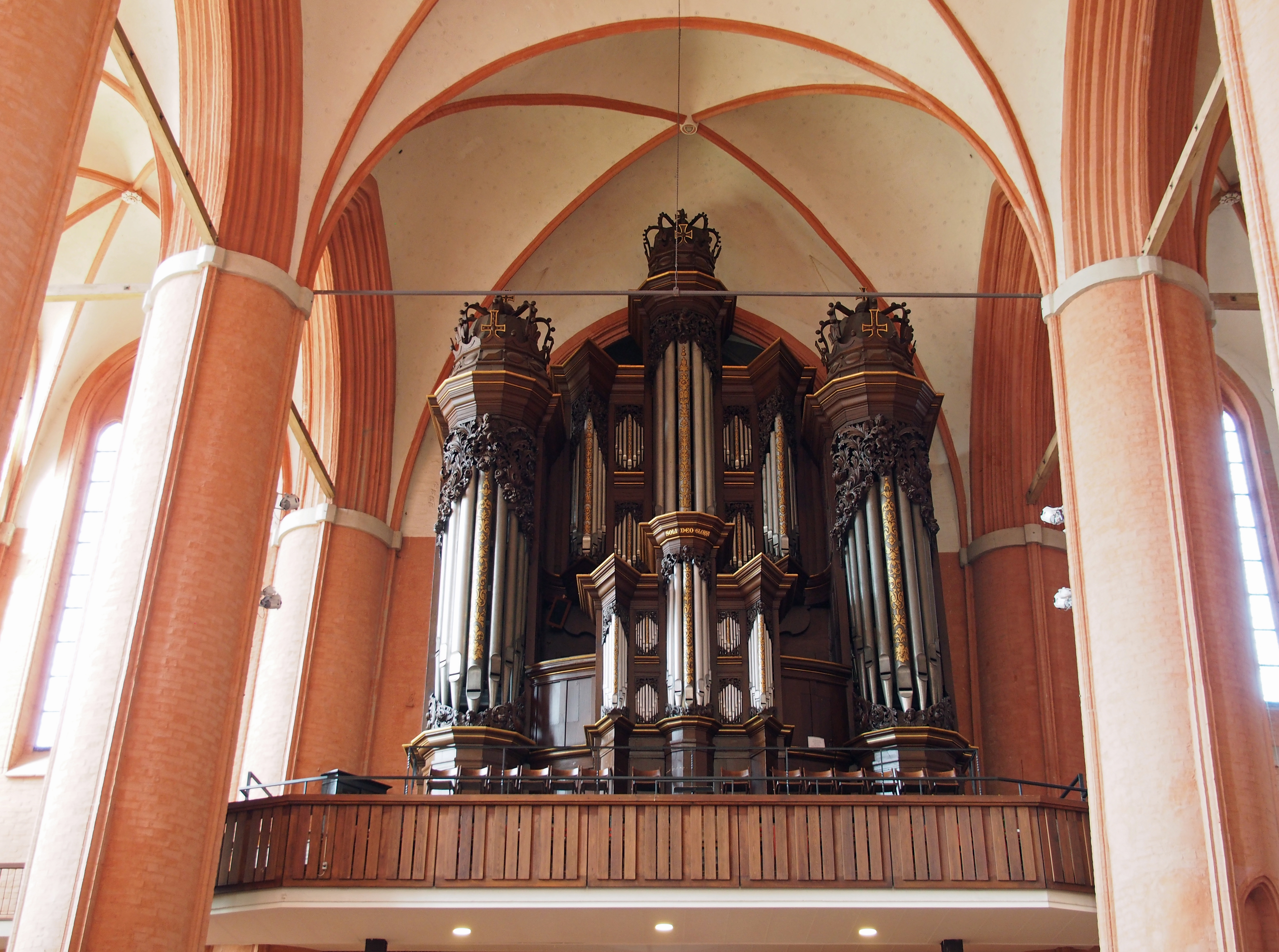
Historischer Prospekt der Dropa-Orgel

Die Orgel von St. Michaelis geht zurück auf ein Instrument, das 1708 von Matthias Dropa, einem Schüler von Arp Schnitger, erbaut wurde. Im Laufe der Jahre wurde das Instrument mehrfach verändert, überarbeitet und umgebaut. Bei einem Umbau 1871 ging ein Großteil des originalen Pfeifenbestandes verloren. 1931 erfolgte ein Neubau des Orgelwerkes durch die Werkstatt P. Furtwängler & Hammer in Zusammenarbeit mit Christhard Mahrenholz hinter dem historischen Gehäuse unter Verwendung des noch vorhandenen historischen Pfeifenmaterials. Klangliche Überarbeitung erfolgten 1956 durch Emanuel Kemper und 1974 durch die Werkstatt Gebrüder Hillebrand Orgelbau. Von dem ursprünglichen Instrument sind daher heute nur noch der Prospekt und einige wenige Register erhalten. Das Instrument wurde 1999 durch Christian Scheffler renoviert und auf den Klangzustand von 1931 zurückgeführt.
| I Hauptwerk C–g3 |               |        |   |
| 01.              | Prinzipal     | 16′    | D |
| 02.              | Quintadena    | 16′    | D |
| 03.              | Prinzipal     | 08′    | S |
| 04.              | Gambe         | 08′    | H |
| 05.              | Hohlflöte     | 08′    | F |
| 06.              | Gedackt       | 08′    | F |
| 07.              | Oktave        | 04′    | S |
| 08.              | Blockflöte    | 04′    | F |
| 09.              | Quinte        | 02 ⁄3′ | H |
| 10.              | Oktav         | 02′    | S |
| 11.              | Spitzflöte    | 02′    | F |
| 12.              | Kornett II-IV |        | S |
| 13.              | Mixtur V      |        | S |
| 14.              | Trompete      | 16′    | S |
| 15.              | Trompete      | 08′    | F |

| II Rückpositiv C–g3 |                 |          |      |
| 16.                 | Prinzipal       | 08′      | D    |
| 17.                 | Gedackt         | 08′      | D    |
| 18.                 | Oktave          | 04′      | X    |
| 19.                 | Rohrflöit       | 04′      | D    |
| 20.                 | Sesquialtera II | 02 ⁄3′   | K    |
| 21.                 | Flachflöte      | 02′      | F    |
| 22.                 | Sifflöte        | 01 ⁄3′ 0 | F    |
| 23.                 | Scharff IV      |          | S    |
| 24.                 | Dulzian         | 16′      | H, S |
| 25.                 | Krummhorn       | 08′      | S    |
|                     | Tremulant       |          |      |

| III Schwellwerk C–g3 |              |        |   |
| 26.                  | Gedackt      | 16′    | S |
| 27.                  | Principal    | 08′    | X |
| 28.                  | Salizional   | 08′    | H |
| 29.                  | Bordun       | 08′    | S |
| 30.                  | Vox celestis | 08′    | S |
| 31.                  | Oktave       | 04′    | X |
| 32.                  | Rohrflöte    | 04′    | F |
| 33.                  | Nasard       | 02 ⁄3′ | F |
| 34.                  | Flachflöte   | 02′    | F |
| 35.                  | Terzian II   |        | F |
| 36.                  | Mixtur IV    |        | S |
| 37.                  | Trompete     | 08′    | S |
| 38.                  | Oboe         | 08′    | S |
|                      | Tremulant    |        |   |

| Pedal C–f1 |                      |         |   |
| 39.        | Prinzipal            | 16′     | X |
| 40.        | Subbaß               | 16′     | X |
| 41.        | Gedackt (= Nr. 26)   | 16′     |   |
| 42.        | Quintadena (= Nr. 2) | 16′     |   |
| 43.        | Oktav                | 08′     | X |
| 44.        | Gedackt              | 08′     | X |
| 45.        | Quinte               | 10 2⁄3′ | S |
| 46.        | Oktav                | 04′     | X |
| 47.        | Nachthorn            | 02′     | F |
| 48.        | Rauschpfeife III     |         | F |
| 49.        | Posaune              | 16′     | F |
| 50.        | Trompete             | 08′     | F |
| 51.        | Trompete (= Nr. 37)  | 04′     |   |

- Anmerkungen:

D = Register von 1708 (Matthias Dropa)
F = Register von 1931 (P. Furtwängler & Hammer)
H = Register von 1974 (Gebrüder Hillebrand Orgelbau)
K = Register von 1956 (Emanuel Kemper)
S = Register von 1999 (Christian Scheffler)
X = Register von 1871 (unbekannter Erbauer)
In der Unterkirche ist eine Orgel von Emil Hammer Orgelbau aufgestellt, die 1942 mit mechanischer Traktur gebaut wurde (II/P/11). Der Prospekt und etwa ein Viertel der Pfeifen wurden von der Vorgängerorgel von Furtwängler & Hammer (1899) übernommen. Die Chororgel stammt von Martin ter Haseborg aus dem Jahr 2000 (I/5). Es handelt sich um die Rekonstruktion eines in St. Michaelis ab etwa 1800 verschollenen Positivs, dessen Disposition sich an einem Kostenvorschlag von Johann Balthasar Held (1701) orientiert. Die jüngste Orgel von Michael Braun (2012) ist eine fahrbare Truhenorgel (I/4).

### Glocken
In den Jahren 1491/92 erhielt der niederländische Meister Gerhard van Wou den Auftrag, zwei bestehende Glocken c1 (1427) und d1 (um 1325) zu ergänzen; er goss vier Glocken in den Schlagtönen b0, es1, f1 und g1. Alle mit Ausnahme der g1- und der es1-Glocke sind verlorengegangen. Letztere bildet die Basis des heutigen Geläuts und stellt eine außergewöhnlich schwerrippige und klangschöne Glocke dar, die zu den besten des Meisters gezählt wird.
Die Burgglocke ist eine bienenkorbförmige Glocke mit einem durch ihre Form bedingten dissonanten Klangbild und nicht klar zeichnendem Schlagton.
Im Laufe des 20. Jahrhunderts wurde der Geläutetorso zu einem teilweise chromatischen Skalen-Geläut erweitert. Dank Hermann Wrede, einem Gärtner, kamen 6 neue Glocken hinzu. Später, im Jahre 1975, kam die Hermann-Billung-Glocke hinzu. Über ein Stockenklavier können die Glocken als Glockenspiel verwendet werden. Alle Glocken hängen in einem großen historischen Holzglockenstuhl.
Außerdem existieren noch zwei Schlagglocken für den Uhrschlag.
| Nr. | Name                           | Gussjahr     | Gießer                       | Durchmesser (mm) | Masse (kg) | Schlagton (HT-1/16) |
| --- | ------------------------------ | ------------ | ---------------------------- | ---------------- | ---------- | ------------------- |
| 1   | Große St.-Michaelis-Glocke     | 1492         | Gerhard van Wou              | 1.384            | ≈1.800     | es1 +6              |
| 2   | Kleine St.-Michaelis-Glocke    | 1926         | Petit & Gebr. Edelbrock      | 1.180            | ≈1.000     | f1 +9               |
| 3   | Kolumbusglocke                 | 1492         | Gerhard van Wou              | 1.080            | ≈750       | g1 +10              |
| 4   | Schöpfungsglocke               | 1930         | Glockengießerei Bachert      | 1.000            | ≈600       | as1 +11             |
| 5   | Heilandsglocke                 | 1928         | Glockengießerei Bachert      | 860              | ≈350       | b1 +12              |
| 6   | Lutherglocke                   | 1932         | Glockengießerei Bachert      | 760              | ≈250       | c2 +10              |
| 7   | Evangelistenglocke             | 1934         | Glockengießerei Bachert      | 730              | ≈200       | des2 +10            |
| 8   | Hermann-Wrede-Gedächtnisglocke | 1939         | Glockengießerei Bachert      | 690              | ≈190       | d2 +10              |
| 9   | Hermann-Billung-Glocke         | 1975         | Heidelberger Glockengießerei | 640              | 177        | es2 +10             |
| 10  | Burgglocke                     | Ende 12. Jh. | unbekannt                    | 760              | 437        | um f2               |
| I   | Stundenglocke                  | 1976         | Heidelberger Glockengießerei | 980              | 661        | as1 –6              |
| II  | Viertelstundenglocke           | um 1200      | unbekannt                    |                  | ≈150       | um fis2             |

## Landvermessung

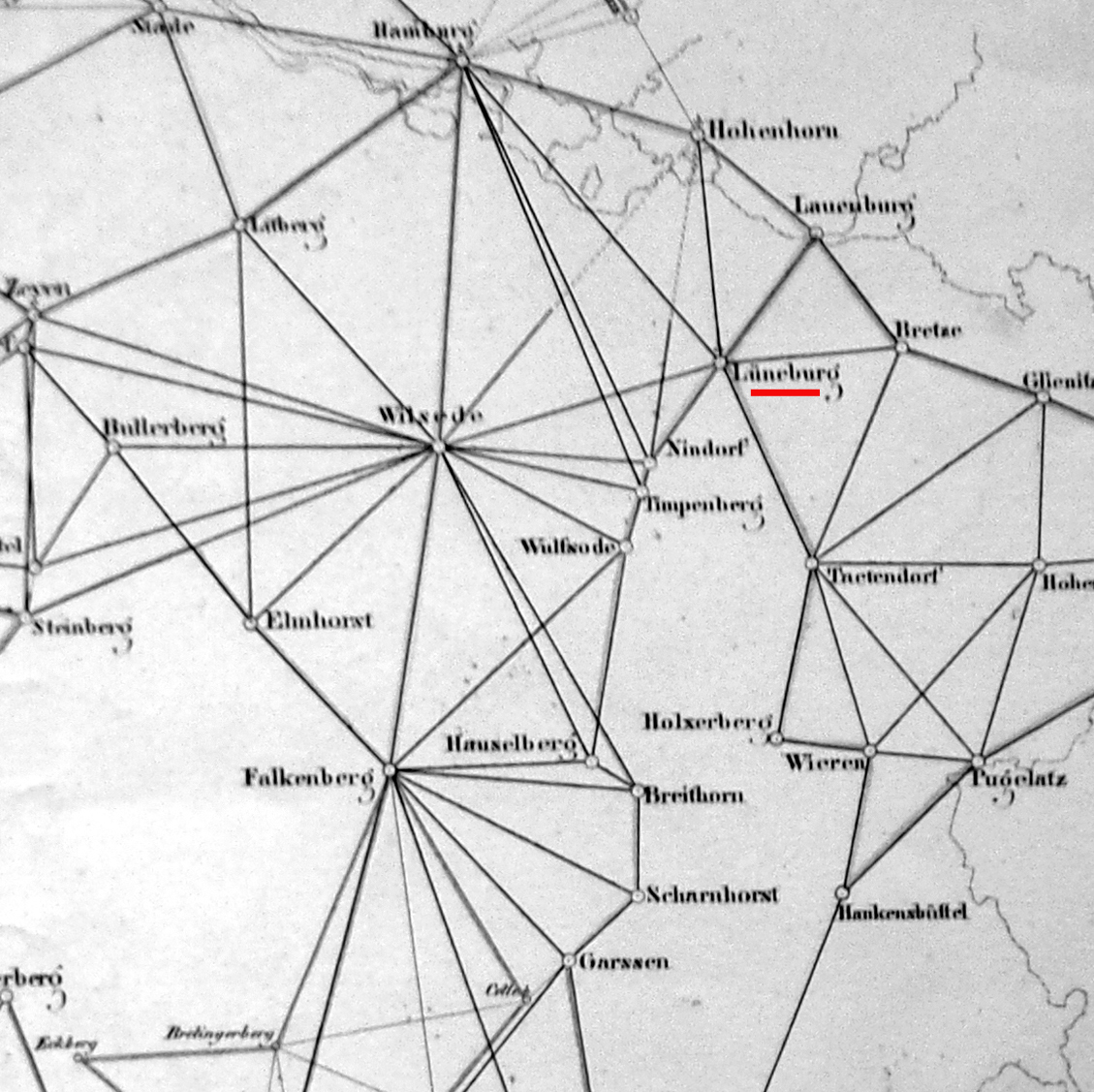
Vermessungspunkte von Lüneburg

Der Kirchturm  wurde im 19. Jahrhundert verschiedentlich als Vermessungspunkt bei der Triangulation genutzt. Während der Franzosenzeit führte der französische Oberst Epailly 1804/1805 hier erste Vermessungen durch. Der deutsche Geodät und  Astronom Heinrich Christian Schumacher nutzte 1818 diesen Punkt im Rahmen der von König Friedrich VI. in Auftrag gegebenen geodätischen Vermessung des damals dänischen Gebiets von Skagen bis Lauenburg/Elbe. Der Mathematiker Carl Friedrich Gauß hat Schumacher bei diesen Messungen begleitet. Auf dem Kirchturm sah Gauß bei Anpeilungen in Richtung Hamburg, trotz schlechter Sichtbedingungen, die Spiegelung des Sonnenlichts in einem Hamburger Fenster. Dabei soll ihm die Idee für die Entwicklung des Heliotrops gekommen sein. Als der hannoversche König Georg IV. 1820 Gauß damit beauftragte das Königreich Hannover zu vermessen, nutzte er 1823  den Kirchturm von St. Michaelis als Vermessungspunkt. 1830 zog sein Sohn Carl Friedrich Gauß diesen Punkt erneut zur Vermessung heran.

## Touristische Bedeutung
Wie die Kirchen St. Johannis und St. Nicolai ist auch St. Michaelis von hohem touristischen Interesse. Alle drei Kirchen sind bedeutende Bauwerke der Backsteingotik und bilden Stationen auf der Europäischen Route der Backsteingotik. Als verlässlich geöffnete Kirchen sind sie tagsüber, außer zu Gottesdienstzeiten, für Besucher geöffnet.

## Persönlichkeiten

### Äbte
- 1371–1384: Werner
- 1384–1418: Ulrich II.
- 1419–1441: Boldewin
- 1441–1477: Ludolf II.
- 1477–1485: Albrecht
- 1485–1504/05: Werner II.
- 1505–1532: Boldewin II.
- 1700–1726: Ernst Wilhelm von Spörcken[8]
- 1726–1741: Ernst Joachim Grote[8][9]